# Edward R. Ayrton
Edward Russell Ayrton (17 decembrie 1882 la Wuhu, în China - 18 mai 1914 la Caylan) este un egiptolog și arheolog britanic.
Fiul lui William Scrope Ayrton, consulul britanic în China, s-a născut în același an în care a fost creată Fundația pentru explorarea Egiptului (Egypt Exploration Fund).
Și-a început cariera de egiptolog la douăzeci de ani alături de egiptologul Petrie, pe care-l însoțea ca pioner întru ale arheologiei (activitate pe 1902-1904 la Abydos). 
Din 1905 până în 1908 a lucrat în Valea Regilor pentru Davis, fiind primul care a descoperit mormintele :
- KV47 (Siptah), în 1905;
- KV55 (perioada Amarniană), în 1907;
- KV56 (a unui preinț), în 1908;
- KV57 (Horemheb), în 1908.

În egală măsură a participat la descoperirea mormintelor KV2, KV10, KV46, KV47, KV48, KV49, KV50, KV51, KV52, KV53, KV54, KV56, KV57, KV59, și KV60.

## Publicații
- "Discovery of the tomb of Si-ptah in the Bibân el Molûk, Thebes", PSBA, 28, 1906.
- Recent Discoveries in the Bibân el Molûk at Thebes, n°30, pp.116-117, Society of Biblical Archaeology, London, 1908.
- Avec W.L.S. Loat, Pre-dynastic cemetery at El Mahasna, n°31, The Egypt exploration Fund memoirs, The office of the Egypt exploration fund, London, 1911.
- "Pre-dynastic cemetery at El Mahasna", 1911, London.
- "The Date of Buddhadasa of Ceylon from a Chinese Source". Journal of the Royal Asiatic Society of Great Britain and Ireland, 1911.
- "The Excavation of the Tomb of Queen Tîyi", The Tomb of Queen Tîyi, éd. Nicholas Reeves, San Francisco, KMT Communications, 1990.